# MTV Day 2003
L'MTV Day 2003 si è tenuto a Bologna, dall'Arena Parco Nord il 14 settembre 2003. L'intera manifestazione è stata trasmessa in diretta da MTV a partire dalle 14:00 fino alla fine della giornata.

## L'evento
Come di consueto, l'intero concerto è stato organizzato nel capoluogo emiliano raccogliendo oltre 90.000 persone da tutta Italia, anche grazie alla presenza della band canadese dei Nickelback. Durante la manifestazione è inoltre partito il secondo canale targato MTV in Italia (il primo fu MTV Hits il 28 agosto 2003) dal nome MTV Brand New.

## Performers
- Bandabardò
- Carmen Consoli
- Elio e le Storie Tese
- Irene Grandi
- Le Vibrazioni
- Linea 77
- Morgan
- Neffa
- Nickelback